# Anche i ladri hanno un santo
Anche i ladri hanno un santo è un film del 1981 diretto da Giampiero Tartagni.

## Distribuzione
Il film è uscito il 24 dicembre 1981 (giorno della vigilia di Natale).